# کریستین امبولو
کریستین امبولو (انگلیسی: Christian Mbulu; ۶ اوت ۱۹۹۶ – ۲۶ مهٔ ۲۰۲۰) بازیکن فوتبال اهل انگلستان بود.
از باشگاه‌هایی که در آن بازی کرده‌است می‌توان به باشگاه فوتبال میلوال اشاره کرد.